# Anton Hofmann (Beamter)
Anton Hofmann (* 17. Oktober 1949 in Haßfurt) ist ein bayerischer Verwaltungsjurist.

## Leben
Nach dem Studium der Rechtswissenschaften arbeitete er von 1978 bis 1983 im Bayerischen Staatsministerium der Finanzen. Danach war er bis 1985 für die Bayerische Landesbank vorwiegend im Auslandsgeschäft tätig. 1986 wechselte er dann in die Bayerische Staatskanzlei, wo er von 2003 bis 2013 als Ministerialdirigent der Leiter der Abteilung „Gesetzgebung und Recht, Verwaltungsmodernisierung, Streitkräfte“ war. 2013 bis zu seiner Pensionierung im Juli 2016 war er als Ministerialdirektor der Bevollmächtigte Bayerns beim Bund in Berlin.